# Bańka mydlana (film)
Bańka mydlana (hebr. ‏הבועה‎, ang. The Bubble) – izraelski dramat filmowy powstały w 2006 roku w reżyserii Etana Foksa, opowiadający o gejowskiej miłości pomiędzy Izraelczykiem a Palestyńczykiem. Tytuł filmu odnosi się do Tel Awiwu, pozornie spokojnego miasta, znajdującego się w centrum burzliwego regionu.

## Obsada
- Ohad Knoller – Noam
- Yousef „Joe” Sweid – Ashraf Sirtawi
- Daniela Virtzer (w czołówce jako Daniella Wircer) – Lulu
- Alon Friedman (w czołówce jako Alon Freidmann) – Yelli
- Zohar Liba – Golan
- Tzion Baruch (w czołówce jako Zion Baruch) – Shaul
- Oded Leopold – Sharon
- Ruba Blal – Rana, siostra Ashrafa
- Shredi Jabarin (w czołówce jako Shredy Jabarin) – Jihad
- Yael Zafrir – Orna
- Noa Barkai – Ella
- Yotam Ishay – Chiki
- Eliana Bakier (w czołówce jako Eliana Bekiyer) – Dalfi
- Avital Barak – Dana
- Li’or Aszkenazi – on sam, aktor w sztuce Bent
- Josi Marszek (w czołówce jako Josi Marszk) – on sam, aktor w sztuce Bent
- Hussein Yassin Mahajne (w czołówce jako Housin Yassin) – ojciec Ashrafa
- Eva Huri (w czołówce jako Eva Khoury) – matka Ashrafa
- Merav Shefer (w czołówce jako Meirav Shefer) – matka Noama
- Ben Kitsony – Noam w wieku dziecięcym
- Abed Darwhish – Ashraf w wieku dziecięcym
- Zineb Darwhish – Rana w wieku dziecięcym
- Dana Modan – ona sama
- Guy Pines – on sam
- Iwri Lider – on sam
- Miki Buganim (w czołówce jako Miki Bouganim) – on sam

## Realizacja
Film powstał szacowanym budżetem 1 500 000 dolarów. Zdjęcia kręcono w Izraelu, w Tel Awiwie (między innymi przy Alenbi Street, na terenie Park Ha-Yarkon oraz w redakcji czasopisma TimeOut Tel Aviv), oraz w Palestynie, w miejscowości Nablus.

## Historia wydania filmu
Datą światowej premiery filmu jest 29 czerwca 2006 roku; wówczas Bańka mydlana odnotowała swoją premierę w kinach izraelskich. Na przestrzeni następnych dwóch lat obraz prezentowano podczas masowych festiwali filmowych dookoła świata. We wrześniu 2006 film został częścią Toronto International Film Festival, a w lutym 2007 wyemitowano go podczas prestiżowego Berlinale. W Stanach Zjednoczonych film spotkał się z ograniczoną dystrybucją kinową 7 września 2007.
Premiera projektu w Polsce miała miejsce 12 października 2007 roku w trakcie Warszawskiego Międzynarodowego Festiwalu Filmowego. 28 maja 2010 film zaprezentowano w ramach kameralnego przeglądu filmowego „O miłości między innymi”, organizowanego przez Instytut Goethego i Kino Pod Baranami w Krakowie.

### Festiwale
Film zaprezentowano podczas następujących festiwali filmowych:
- 2006: Kanada – Toronto International Film Festival
- 2007: Niemcy – Międzynarodowy Festiwal Filmowy w Berlinie
- 2007: Turcja – Istanbul Independent Film Festival
- 2007: Francja – Paris Israeli Film Festival
- 2007: Wielka Brytania – London Lesbian and Gay Film Festival
- 2007: Włochy – Torino International Gay and Lesbian Film Festival
- 2007: Stany Zjednoczone – Seattle International Film Festival
- 2007: Węgry – LMBT Fesztivál
- 2007: Japonia – Japan International Gay and Lesbian Film Festival
- 2007: Filipiny – Cinemanila International Film Festival
- 2007: Dania – Copenhagen International Film Festival
- 2007: Meksyk – Morelia Film Festival
- 2007: Polska – Warsaw International FilmFest
- 2007: Hiszpania – Seville Film Festival
- 2007: Meksyk – Muestra Internacional de Cine
- 2007: Czechy – Mezipatra Queer Film Festival
- 2007: Irlandia – Dublin Gay & Lesbian Film Festival
- 2007: Kanada – Toronto Inside Out Lesbian and Gay Film and Video Festival
- 2007: Stany Zjednoczone – L.A. Outfest
- 2007: Stany Zjednoczone – Miami Gay and Lesbian Film Festival
- 2007: Republika Południowej Afryki – Durban International Film Festival
- 2009: Grecja – Panorama of Gay & Lesbian Films
- 2009: Kanada – Toronto International Film Festival

## Nagrody i wyróżnienia
- 2006, Gala wręczenia nagród Izraelskiej Akademii Filmowej:
  - nominacja do Nagrody Izraelskiej Akademii Filmowej w kategorii najlepsza muzyka (nominowany: Iwri Lider)
  - nominacja do Nagrody Izraelskiej Akademii Filmowej w kategorii najlepszy dźwięk (Israel David, Gil Toren, Itay Eluhav)
  - nominacja do Nagrody Izraelskiej Akademii Filmowej w kategorii najlepszy aktor drugoplanowy (Yousef „Joe” Sweid)
- 2007, Berlin International Film Festival:
  - nagroda C.I.C.A.E. w kategorii panorama (Etan Fox)
  - Nagroda Teddy: Nagroda czytelników „Siegessäule” (Etan Fox)
- 2007, Dublin Gay & Lesbian Film Festival:
  - Nagroda Audiencji w kategorii film fabularny (Etan Fox)
- 2007, Durban International Film Festival:
  - nagroda w kategorii najlepszy scenariusz (Gal Uchowski, Etan Fox)
- 2007, L.A. Outfest:
  - Nagroda Specjalnego Komitetu Programującego w kategorii wybitny film dramatyczny (Etan Fox)
- 2007, Miami Gay and Lesbian Film Festival:
  - Nagroda Jurorów w kategorii najlepszy fikcyjny film fabularny
- 2007, Torino International Gay & Lesbian Film Festival:
  - Nagroda Audiencji w kategorii najlepszy film fabularny
- 2007, Toronto Inside Out Lesbian and Gay Film and Video Festival:
  - Nagroda Audiencji (Etan Fox)
- 2007, Mezipatra Queer Film Festival:
  - Nagroda Audiencji w kategorii najlepszy film (Etan Fox)
- 2008, GLAAD Media Awards:
  - nagroda GLAAD Media w kategorii wybitny film – wydanie (DVD – przyp.) limitowane
- 2008, Glitter Awards:
  - nagroda Glitter w kategorii najlepszy film (Etan Fox)